# Mike Begovich
Mike Begovich, właśc. Michael Joseph Begovich (ur. 11 września 1974 w Burlingame, Kalifornia) – amerykański aktor i producent telewizyjny i filmowy.

## Kariera
Na pierwszym roku studiów na wydziale teatru i psychologii na Syracuse University był uznanym koszykarzem. Po ukończeniu University of California, spędził wiele lat na scenie w północnej Kalifornii, występując w licznych przedstawieniach teatralnych. W 2006 roku pełnił funkcję lokalnego kierownika dla Flourish. Jego pierwszą dużą rolę ekranową był płatny morderca w filmie krótkometrażowym 40-letnia whisky (40 Year Scotch, 2004). Stał się rozpoznawalny jako Lance Miller, człowiek z wielkim ego i jeszcze większym apetytem seksualnym, z opery mydlanej MyNetworkTV Fashion House: Kobiety na krawędzi (2006) z Bo Derek, Morgan Fairchild i Tippi Hedren. Oprócz licznych reklam i teledysków, wystąpił także w thrillerze przygodowym Wyspa strachu (2009).

## Filmografia
- 2004: 40 Year Scotch (film krótkometrażowy) jako mężczyzna
- 2005: Hard Pill jako Don
- 2006: Fashion House: Kobiety na krawędzi (Fashion House) jako Lance Miller
- 2009: Wyspa strachu (A Perfect Getaway) jako Groomsman 3
- 2014: Migawka z przyszłości (Time Lapse)